# أنطونيو خورخي
أنطونيو خورخي (بالبرتغالية: António Jorge‏) هو لاعب رماية برتغالي، ولد في 7 نوفمبر 1926 في Alto Alentejo Subregion ‏ في البرتغال.

## وصلات خارجية
- أنطونيو خورخي على موقع أوليمبيديا (الإنجليزية)